# Zivil-Verdienstkreuz

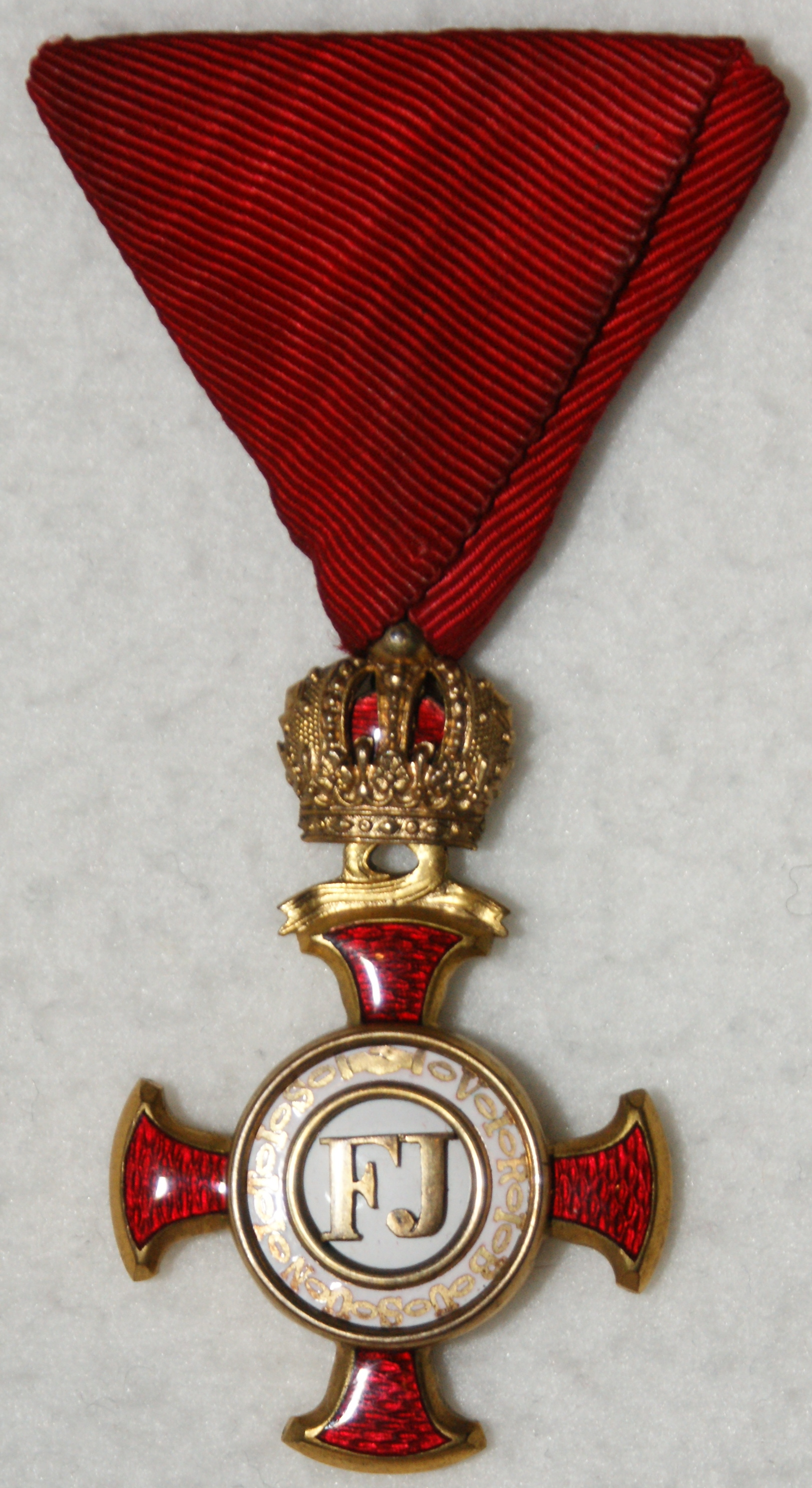
Goldenes Verdienstkreuz mit der Krone am roten Band

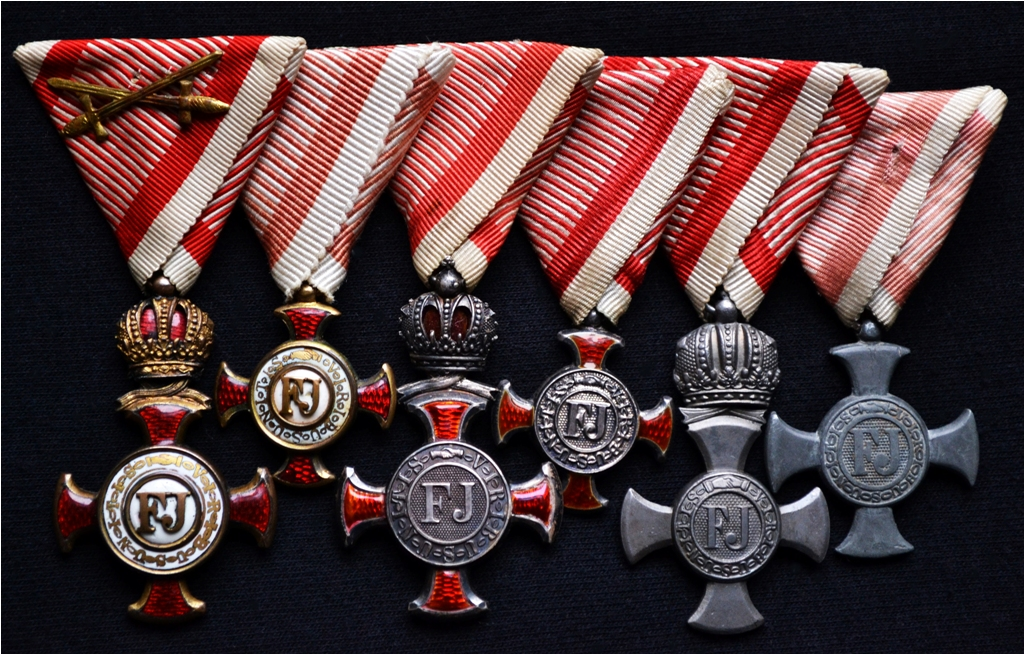
Die sechs Klassen (hier alle am Band der Tapferkeitsmedaille)

Das Zivil-Verdienstkreuz wurde am 16. Februar 1850 durch Kaiser Franz Joseph I. gestiftet und „zur Belohnung treuer und tätig bewährter Anhängigkeit an Kaiser und Vaterland, vieljähriger, anerkannt erprießlicher Verwendung im öffentlichen Dienst oder sonstiger um das allgemein Beste erworbener Verdienste“ verliehen.

## Ordensklassen
Die Stiftung am 16. Februar 1850 erfolgte in vier Klassen. Während des Ersten Weltkriegs wurde die Auszeichnung am 1. April 1916 für die Dauer des Krieges um das Eiserne Verdienstkreuz mit und ohne Krone erweitert. Letztere Klasse war ausschließlich für Mannschaften vorgesehen. Als Zeichen für Tapferkeit vor dem Feind wurden am 13. Dezember 1916 durch Kaiser Karl I. die Schwerter zum Verdienstkreuz eingeführt.
- Goldenes Verdienstkreuz mit der Krone
- Goldenes Verdienstkreuz
- Silbernes Verdienstkreuz mit der Krone
- Silbernes Verdienstkreuz
- Eisernes Verdienstkreuz mit der Krone
- Eisernes Verdienstkreuz

## Ordenszeichen
Das Ordenszeichen ist ein Kreuz mit nach außen sich verbreiternden rot emaillierten Kreuzarmen und abgerundeten Enden. Auf der Vorderseite sind auf einem weißen emaillierten Schild die Initialen F J (Franz Joseph), kreisförmig darum der Wahlspruch VIRIBUS UNITIS (Mit vereinigten Kräften). In der Mitte der Rückseite steht die Jahreszahl der Stiftung 1849. Im Gegensatz zum Goldenen und Silbernen Verdienstkreuz sind die beiden Varianten aus Eisen ohne Email. Die Krone gab es in mit rotem Email gefütterter und ungefütterter Form.

## Ordensband
Getragen wurde die Auszeichnung am hochroten Band des Franz-Joseph-Ordens auf der linken Brustseite, dessen Ritterkreuz – abgesehen vom Doppeladler hinter dem Kreuz – es stark ähnelt.
Personen, welchen das Zivil-Verdienstkreuz im Krieg verliehen wurde, hatten die Dekoration gemäß Verfügung vom 20. September 1914 am ponceaurot-weiß gestreiften Band der Tapferkeitsmedaille zu tragen. Das Band der Tapferkeitsmedaille wurde daneben auch für die Militär-Verdienstmedaille („Signum Laudis“) und das Militärverdienstkreuz verwendet; ebenso für die verschiedenen Stufen des Franz-Joseph-Ordens, sofern er für Leistungen im Krieg verliehen wurde.

## Beliehene
- siehe Kategorie:Träger des Zivil-Verdienstkreuzes